# Brenda Briasco
Brenda Briasco (Génova, 19 de agosto de 1991) es una deportista italiana que compite en esgrima, especialista en la modalidad de espada. En los Juegos Europeos de Bakú 2015 obtuvo una medalla de bronce en la prueba por equipos.

## Palmarés internacional
| Juegos Europeos | Juegos Europeos   | Juegos Europeos   | Juegos Europeos    |
| Año             | Lugar             | Medalla           | Prueba             |
| --------------- | ----------------- | ----------------- | ------------------ |
| 2015            | Bakú (Azerbaiyán) | Medalla de bronce | Espada por equipos |